# Loewinella deemingi
Loewinella deemingi là một loài ruồi trong họ Asilidae. Loewinella deemingi được Londt miêu tả năm 1982. Loài này phân bố ở vùng nhiệt đới châu Phi.